# العلاقات الألمانية المالاوية
العلاقات الألمانية المالاوية هي العلاقات الثنائية التي تجمع بين ألمانيا ومالاوي.

## مقارنة بين البلدين
هذه مقارنة عامة ومرجعية للدولتين:
| وجه المقارنة                                              | ألمانيا                                                                              | مالاوي                     |
| --------------------------------------------------------- | ------------------------------------------------------------------------------------ | -------------------------- |
| المساحة (كم2)                                             | 357.41 ألف                                                                           | 118.48 ألف                 |
| عدد السكان (نسمة)                                         | 81.29 مليون                                                                          | 18.62 مليون                |
| الكثافة السكانية (ن./كم²)                                 | 227.44                                                                               | 157.16                     |
| العاصمة                                                   | بون، برلين                                                                           | ليلونغوي، زومبا            |
| اللغة الرسمية                                             | اللغة الألمانية                                                                      | لغة إنجليزية، لغة الشيشيوا |
| العملة                                                    | يورو، مارك ألماني                                                                    | كواشا ملاوية               |
| الناتج المحلي الإجمالي (بليون دولار)                      | 3.68 تريليون                                                                         | 6.30 مليار                 |
| الناتج المحلي الإجمالي (تعادل القوة الشرائية) بليون دولار | 3.92 تريليون                                                                         | 22.43 مليار                |
| الناتج المحلي الإجمالي الاسمي للفرد دولار أمريكي          | 41.31 ألف                                                                            | 338                        |
| الناتج المحلي الإجمالي للفرد دولار أمريكي                 | 46.40 ألف                                                                            | 1.20 ألف                   |
| مؤشر التنمية البشرية                                      | 0.926                                                                                | 0.445                      |
| رمز المكالمات الدولي                                      | +49                                                                                  | +265                       |
| رمز الإنترنت                                              | .de                                                                                  | .mw                        |
| المنطقة الزمنية                                           | توقيت وسط أوروبا، ت ع م+01:00، ت ع م+02:00، توقيت أوروبا الوسطى المعياري (ت غ م +1) ‏ | ت ع م+02:00                |

## مدن متوأمة
في ما يلي قائمة باتفاقيات التوأمة بين مدن ألمانية ومالاوية:
- ترتبط هانوفر مع بلانتاير باتفاقية توأمة منذ 12 يونيو 1960.[17][17][17][18]

## منظمات دولية مشتركة
يشترك البلدان في عضوية مجموعة من المنظمات الدولية، منها:
| علم المنظمة | اسم المنظمة                                                | تاريخ انضمام ألمانيا | تاريخ انضمام مالاوي |
| ----------- | ---------------------------------------------------------- | -------------------- | ------------------- |
|             | مؤسسة التمويل الدولية                                      | 20 يوليو 1956        | 19 يوليو 1965       |
|             | منظمة حظر الأسلحة الكيميائية                               | 29 أبريل 1997        | ?                   |
|             | يونسكو                                                     | 11 يوليو 1951        | 27 أكتوبر 1964      |
|             | البنك الإفريقي للتنمية                                     | ?                    | ?                   |
|             | الأمم المتحدة                                              | 18 سبتمبر 1973       | 1 ديسمبر 1964       |
|             | الاتحاد الدولي للاتصالات                                   | 1866                 | 19 فبراير 1965      |
|             | منظمة الشرطة الجنائية الدولية                              | ?                    | ?                   |
|             | البنك الدولي للإنشاء والتعمير                              | 14 أغسطس 1952        | 19 يوليو 1965       |
|             | العملية المشتركة للاتحاد الأفريقي والأمم المتحدة في دارفور | ?                    | ?                   |
|             | الاتحاد البريدي العالمي                                    | 1 يوليو 1875         | ?                   |
|             | مؤسسة التنمية الدولية                                      | 24 سبتمبر 1960       | 19 يوليو 1965       |
|             | منظمة التجارة العالمية                                     | ?                    | ?                   |
|             | المركز الدولي لتسوية المنازعات الاستشارية                  | 18 مايو 1969         | 14 أكتوبر 1966      |
|             | وكالة ضمان الاستثمار متعدد الأطراف                         | 12 أبريل 1988        | 12 أبريل 1988       |

## وصلات خارجية
- موقع وزارة الخارجية الألمانية